# Pusher Street
 Denne artikel bør gennemlæses af en person med fagkendskab for at sikre den faglige korrekthed.

Pusher Street var en gade på fristaden Christiania, hvor der fra 1980 til 2024 blev solgt hash og udstyr til rygning af selv samme. Dette foregik i mere eller mindre faste boder opsat i gaden af hashsælgerne også kaldet pushere.

## Rydninger af Pusher Street

### 2004
I 2004 blev gaden ryddet af Københavns Politi efter politisk pres ved en stor aktion, som førte til adskillige anholdelser. Da havde pusherne og christianitterne dog nedtaget alle boder.
Siden dukkede hurtigt nye hashboder op med salg af cannabis samt udstyr til hashrygning, og under gentagne rydningsaktioner har politiet også beslaglagt bl.a. skydevåben, ammunition, krysantemumbomber, peberspray, røggranater og store kontantbeløb. Desuden forefindes andre boder, der forhandler f.eks. smykker, tøj og kunstgenstande.

### 2016
Den 2. september 2016 ryddede Christianitterne gaden efter et skuddrama, hvor to politibetjente og en civil person blev skudt og såret. Den formodede gerningsmand døde efter en skudveksling i forbindelse med anholdelsen af ham.
Hashsalget vendte tilbage inden for et år.

### 2024
Den 6. april 2024 blev Pusher Street gravet op, og alle var velkomne til at overvære opgravningen og tage en brosten med hjem. Baggrunden var skuddrabet i august 2023 på en 30-årig mand med tilknytning til Hells Angels, hvor også fire tilfældige besøgende blev ramt. Et år senere var der fortsat ikke synlig hashhandel.

## Navn
Pusher Street er ikke et offentligt anerkendt vejnavn, men gaden var gennem en årrække optaget under dette navn i Kraks kort over København.
Krak regner nu gaden for en del af den tilstødende Mælkevejen. Google Maps anførte tidligere vejen som "Gaden uden navn", men kalder den nu "Pusher Street". OpenStreetMap betegner ligeledes vejen "Pusher Street".
Hampepartiet "omdøbte" den 13. august 2011 ved en happening området omkring gaden til "Green Light District". Et ordspil over udtrykket Red-light district.